# سالزبری، ماساچوست
سلیسبری(به انگلیسی: Salisbury) شهرکی در شهرستان اسکس ایالت ماساچوست می‌باشد که در سال ۱۶۳۹ بنیان‌گذاری شده‌است. این شهرک در سرشماری سال ۲۰۱۰ میلادی، ۸٬۲۸۳ نفر جمعیت داشته‌است.

## نگارخانه

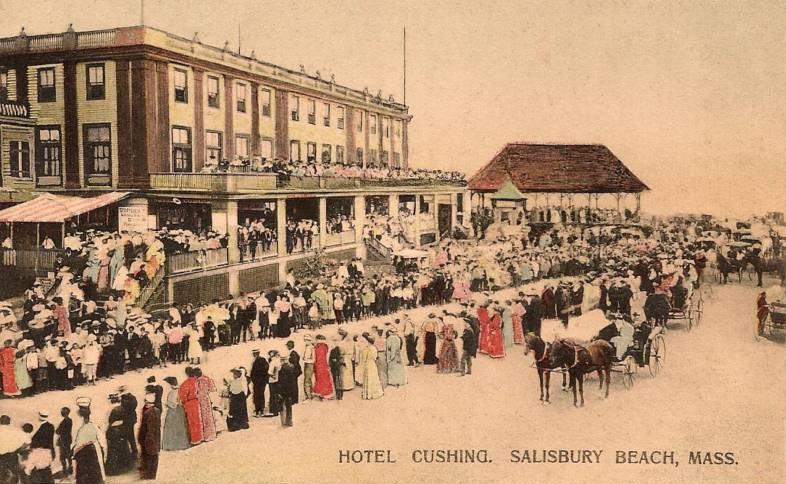
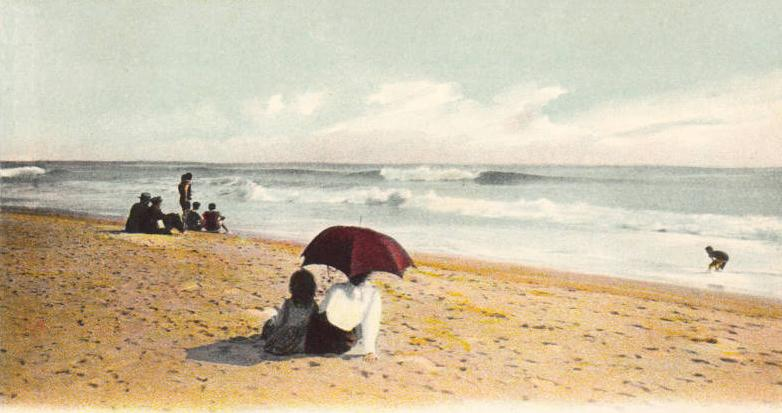
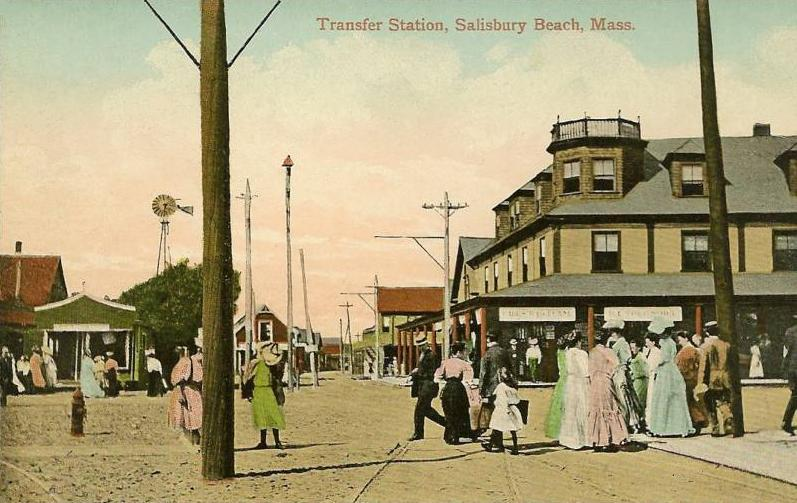
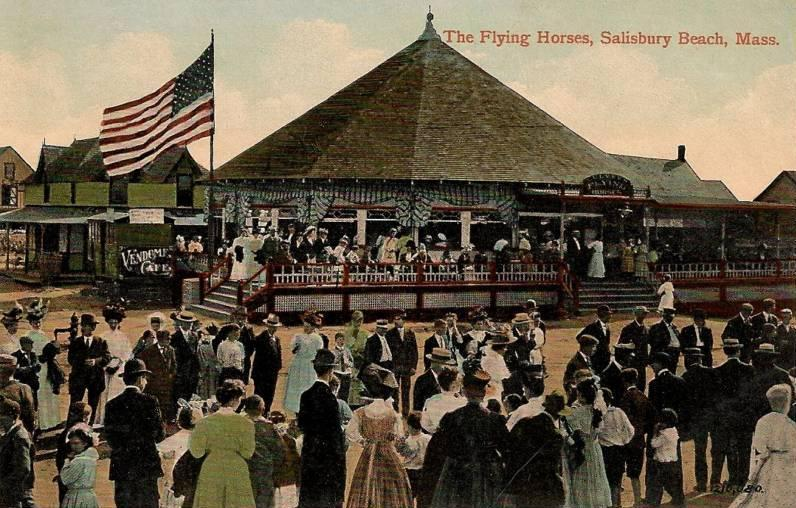